# 蘇姆湖
63°57′26″N 35°10′33″E / 63.95722°N 35.17583°E
蘇姆湖（俄语：Сумозеро），是俄羅斯的湖泊，位於該國西北部，由卡累利阿共和國負責管轄，面積73.9平方公里，海拔高度83米，湖岸線長度123.4公里，集水區面積214平方公里，平均水深5米，最大水深20米。